# 경암중학교
경암중학교(景庵中學校)는 대한민국 대구광역시 달서구 성당동에 있는 사립 중학교이다.

## 학교 연혁
- 1973년 6월 18일 : 경암교육재단 및 경화여자중학교 설립인가
- 1974년 1월 5일 : 학칙승인 인가(15학급)
- 1975년 1월 9일 : 학칙변경 학급증설 인가(21학급)
- 1975년 3월 1일 : 초대 석인수 교장 취임
- 1975년 3월 5일 : 제1회 입학식
- 1978년 1월 7일 : 제1회 졸업식 거행
- 2003년 2월 9일 : 학칙변경 남녀공학으로 경암중학교로 교명 변경
- 2007년 2월 8일 : 제30회 졸업식 거행(209명) 누계(15,037명)
- 2017년 2월 17일 : 제13대 박윤자 교장 부임

## 참고 자료
- 경암중학교 - 한국교육학술정보원 학교알리미